# Josep Roca i Bros
Josep Roca i Bros (Abrera, 1815 - Figueres, 1877) fou un destacat arquitecte neoclàssic que desenvolupà la major part de la seva activitat a la ciutat de Figueres.
Nascut a la masia Can Bros Vell en el si d'una família de pagesos benestants, estudià amb Josep Nató a l'Acadèmia de Nobles Arts de Girona. Fou nomenat arquitecte municipal de Figueres i Corresponent de l'Academia de San Fernando. Des del 1840 i fins vers el 1865 la seva obra tingué una importància decisiva en la urbanització i l'arquitectura de la ciutat de Figueres. Roca i Bros es mantingué bàsicament fidel als esquemes del neoclassicisme i introduí elements ornamentals molt desenvolupats després per l'arquitectura isabelina, especialment balustres, mènsules o garlandes, sovint en terra cuita, realitzats per ollers de Figueres, Quart i la Bisbal d'Empordà.
El Teatre Principal de Figueres, la millor obra de Roca i Bros (1848-1850), prop de l'església, al solar de l'antic cementiri, amb dues façanes de tres cossos amb elegant estructuració de cornises i pilastres jòniques, estàtues exemptes i decoració en terra cuita, era un teatre a la italiana, amb sala, prosceni i escenari, platea amb planta de ferradura i llotges laterals. El Liceu Figuerense hi creà una escola de cant, declamació i dansa. El 1939 fou destruït el teló de boca, el decorat del sostre (obra del pintor francès Félix Cagé) i el mobiliari, i tot el conjunt restà molt malmès. El 1968 fou convertit en el Teatre Museu Dalí, deixant els espais interiors molt esquemàtics, i cobrint l'escenari amb una cúpula reticulada de vidre.
Altres obres interessants de Roca i Bros, a més de l'església de la Divina Providència (1852), enderrocada el 1973 (pertanyia al convent de les monges de Santa Clara, al carrer de Santa Llogaia), dels traçats de la Plaça Triangular i del Passeig Nou (a la carretera d'Avinyonet) i d'altres propostes urbanístiques, militars o d'una presó moderna que no es realitzà (projecte del 1854), foren algunes cases plurifamiliars com la Casa Romaguera (1852), al carrer de la Jonquera, prop de la casa de la ciutat, aïllada, una de les més belles obres de l'arquitecte amb els temes neoclàssics preisabelins tractats amb una gran elegància; la Casa Fages, al final de la Rambla, també del 1852; la Casa Puig, al carrer de Peralada (1855); la Casa Oriol (1859); la Casa Busés i la Casa Rodeja, ambdues del 1862; la Casa Poli i Deseia, la casa del Cafè del Progrés i la Casa Bonaterra, a la Rambla, i la Casa Alegret, del Carrer Nou, totes del 1864, o els edificis industrials de la fàbrica d'adobs Pujol i la fàbrica del Carrer Nou (ambdues del 1855). També col·laborà amb Ildefons Cerdà en la construcció de la carretera de Sarrià de Ter a Besalú (1846) i amb el mestre d'obres Tomàs Arnau en les cases dels carrers del Progrés i de la Indústria (1860).
Aquests anys de vida activa a Figueres (1848-1865), Roca i Bros fundà l'Acadèmia d'Arquitectura Neoclàssica i al seu voltant es formaren una sèrie de mestres d'obres continuadors de la seva tasca, com Joan Papell i Llenas, Alexandre Comalat, Lluís Alcalà, Josep Cordomí i, des del 1870, el destacat Francesc Puig i Sagués.
També posseí terres a l'Empordà, creà diverses empreses industrials i traficà amb crèdits de guerra.

## Reconeixements
La biblioteca d'Abrera, la seva vila natal, porta el seu nom (Biblioteca Josep Roca i Bros).